# Ревизор (позоришна представа)
РЕВИЗОР  је српска позоришна представа по истоименом делу Николаја Васиљевича Гогоља.

## Радња
Гогољ један од најутицајнијих писаца XIX века, по рођењу Украјинац, родоначелник је природне школе руског литерарног реализма. У својим делима показивао је подједнако разумевање и поштовање за људе, историју, менталитет и културу Царске Русије. У његовим делима присутан је национални романтизам као и верски мистицизам, који претходе реализму. Писао је романе, приповетке и комаде.
Комад РЕВИЗОР доноси романтични сензибилитет, као и напетост надреализма и гротеске. Инспирисан украјинском културом, исмејавајући бирократију у коју као да се заплео сам ђаво, он доноси духовиту и јединствену причу.

## Улоге
| Глумац                             | Улога                                                           |
| ---------------------------------- | --------------------------------------------------------------- |
| Милош Крстовић                     | АНТОН АНТОНОВИЧ СКВОЗНИК ДМУХАНОВСКИ градоначелник              |
| Јасмина Димитријевић               | АНА АНДРЕЈЕВНА, његова супруга                                  |
| Марија Ракочевић                   | МАРИЈА АНТОНОВНА, његова ћерка                                  |
| Саша Пилиповић                     | ЛУКА ЛУКИЧ ХЛОПОВ, школски надзорник                            |
| Душан Станикић                     | АМОС ФЈОДОРОВИЧ ЉАПКИН-ТЈАПКИН, судија                          |
| Иван Видосављевић                  | АРТЕМИЈЕ ФИЛИПОВИЧ ЗЕМЉАНИКА, управник добротворних институција |
| Ненад Вулевић                      | ИВАН КУЗМИЧ ШПЕКИН, поштар                                      |
| Сања Матејић                       | ПЕТРА ИВАНОВНА ДОПЧИНСКА, службеница                            |
| Мина Стојковић                     | ПЕТРА ИВАНОВНА БОПЧИНСКА, службеница                            |
| Никола Милојевић                   | ИВАН АЛЕКСАНДРОВИЧ ХЉЕСТАКОВ, чиновник из Петрограда            |
| Чедомир Штајн                      | ОСИП, његов ортак                                               |
| Младен Кнежевић                    | ХРИСТИЈАН ИВАНОВИЧ ХИБНЕР, срески лекар                         |
| Катарина Јанковић                  | СОБАРИЦА У МОТЕЛУ                                               |
| Богдан Милојевић и Аврам Цветковић | ПОЛИЦАЈЦИ                                                       |